# توماس نیستال (بازیکن فوتبال)
توماس نیستال (انگلیسی: Tomás Nistal؛ زادهٔ ۱۴ مهٔ ۱۹۶۰) بازیکن فوتبال اهل اسپانیا است.
از باشگاه‌هایی که در آن بازی کرده‌است می‌توان به باشگاه فوتبال پومفرادینا اشاره کرد.